# Pelegrina clavator
Espèce
Pelegrina clavator est une espèce d'araignées aranéomorphes de la famille des Salticidae.

## Distribution
Cette espèce est endémique du Mexique. Elle se rencontre au Nuevo León, au Tamaulipas, au San Luis Potosí et au Veracruz.

## Description
Les mâles mesurent de 4,1 à 4,4 mm et les femelles de 4,0 à 4,2 mm.

## Publication originale
- Maddison, 1996 : Pelegrina Franganillo and other jumping spiders formerly placed in the genus Metaphidippus (Araneae: Salticidae). Bulletin of the Museum of Comparative Zoology, vol. 154, no 4, p. 215-368 (texte intégral).